# Diego Fourbet
Diego Fourbet (19 de diciembre de 2002) es un deportista francés que compite en escalada. En los Juegos Europeos de Cracovia 2023 consiguió una medalla de oro en la prueba de dificultad.

## Palmarés internacional
| Juegos Europeos | Juegos Europeos  | Juegos Europeos | Juegos Europeos |
| Año             | Lugar            | Medalla         | Prueba          |
| --------------- | ---------------- | --------------- | --------------- |
| 2023            | Tarnów (Polonia) | Medalla de oro  | Dificultad      |